# Bluru Kidul
Bluru Kidul is een bestuurslaag in het regentschap Sidoarjo van de provincie Oost-Java, Indonesië. Bluru Kidul telt 19.068 inwoners (volkstelling 2010).